# Fidel Nadal
Pour les articles homonymes, voir Nadal.
Fidel Ernesto Nadal (né le 4 octobre 1965 à Buenos Aires) plus connu sous le nom de Fidel Nadal, est un artiste de musique reggae argentin.
Il a notamment été le chanteur du groupe Todos tus muertos.

## Discographie solo
- Canta Sobre Discos (2000)
- Cabeza Negra (2001)
- Repatriación (2001)
- Selassiei I Dios Todopoderoso (2001)
- En Vivo En México (2001)
- Brillando Por Negus (2002)
- Dame Una Alegría (2003)
- Amlak (2003)
- En Vivo En Japón (2003)
- Fuego Caliente (2004)
- Negrociación (2004)
- Puerta De Oro (2004)
- Trabajo De Hormiga (2005)
- Cosas Buenas (2005)
- Avanzando (2005)
- Guerreros Incansables (2006)
- Cabeza Negra (2006)
- Emocionado! (2007)
- International Love (2008)
- Crucial Cuts (2009)
- Forever Together! (2010)

- Arranque ft. Froylan Shaleka (2011)
- Llegó el momento (2013)
- Te robaste mi corazon (2014)
- Tek a ship.(2015)